# Mistrzostwa Polski w Badmintonie 1983
19. Mistrzostwa Polski w badmintonie odbyły się w dniach 9-10 kwietnia 1983 roku w Warszawie.

## Klasyfikacja medalowa
| Konkurencja:            | Złoto:                                                                     | Srebro:                                                                    | Brąz: |
| gra pojedyncza kobiet   | Ewa Rusznica (Technik Głubczyce)                                           | Bożena Wojtkowska (Technik Głubczyce)                                      | Bożena Siemieniec (Technik Głubczyce) Barbara Zimna (Technik Głubczyce)                                                                    |
| gra pojedyncza mężczyzn | Stanisław Rosko (Technik Głubczyce)                                        | Brunon Rduch (Unia Bieruń Stary)                                           | Kazimierz Ciuryś (Technik Głubczyce) Grzegorz Olchowiak (Technik Glubczyce)                                                                |
| gra podwójna kobiet     | Ewa Rusznica(Technik Głubczyce) Bożena Wojtkowska (Technik Głubczyce)      | Bożena Siemieniec (Technik Głubczyce) Zofia Żółtańska (Technik Głubczyce)  | Irena Rogula (Technik Głubczyce) Barbara Zimna (Technik Głubczyce) Ewa Zdrojewska (Start Gdynia) Anna Źyśk (AZS Gdańsk)                    |
| gra podwójna mężczyzn   | Jerzy Dołhan (Technik Głubczyce) Grzegorz Olchowiak (Technik Głubczyce)    | Kazimierz Ciurys (Technik Głubczyce) Stanisław Rosko (Technik Głubczyce)   | Jerzy Gwóźdź (Unia Bieruń Stary) Piotr Rduch (Unia Bieruń Stary) Brunon Rduch (Unia Bieruń Stary) Norbert Wegrzyn (Unia Bieruń Stary)      |
| gra mieszana            | Kazimierz Ciuryś (Technik Głubczyce) Bożena Wojtkowska (Technik Głubczyce) | Grzegorz Olchowiak (Technik Głubczyce) Zofia Żółtańska (Technik Głubczyce) | Jerzy Dołhan (Technik Głubczyce) Ewa Rusznica (Technik Głubczyce) Stanisław Rosko (Technik Głubczyce) Bożena Siemieniec(Technik Głubczyce) |